# Hana Laszlo
Hana Laszlo (Tel Aviv, 14 giugno 1953) è un'attrice israeliana.

## Biografia
Nel 2005 ha vinto il premio per la miglior attrice al Festival di Cannes per Free Zone.

## Filmografia parziale
- Free Zone, regia di Amos Gitai (2005)
- Laila in Haifa, regia di Amos Gitai (2020)